# So Sad
Pistes de Dark Horse
Simply Shady Bye Bye Love
So Sad est une chanson de George Harrison composée entre 1972 et 1973. Il s'agit de l'unique chanson de son répertoire évoquant ses soucis matrimoniaux, son épouse Pattie Boyd étant partie avec son meilleur ami, Eric Clapton. Malgré cet aspect très personnel, le premier interprète de la chanson n'est pas Harrison lui-même. Il la confie en effet à Alvin Lee et Mylon LeFevre pour leur album On the Road to Freedom en 1973. L'ex-Beatle participe à l'enregistrement.
À la fin de cette même année, il enregistre sa propre version dans son studio de Friar Park, avec ses amis Nicky Hopkins, Ringo Starr, Klaus Voormann et Jim Keltner. Cette piste de base est par la suite fortement retouchée, et finalement publiée sur l'album Dark Horse en 1974. Sur le même album, Harrison fait plusieurs allusions acides à ses problèmes de couples par le biais de la pochette du disque et d'une reprise légèrement modifiée de la chanson Bye Bye Love des Everly Brothers.